# Rio Matola
O rio Matola é um rio com cerca de 60 km de extensão, que corre de norte para sul, na província moçambicana de Maputo, para desaguar no estuário do Espírito Santo, junto às cidades de Maputo e Matola.